# Har Bahran
Har Bahran (hebrejsky: הר בהרן) je vrch o nadmořské výšce 438 metrů v severním Izraeli, v Dolní Galileji.
Leží necelé 3 kilometry západně od centra Nazaretu. Má podobu výrazného návrší, které je součástí vysočiny Harej Nacrat. Svahy i vrcholové partie jsou porostlé nízkou vegetací. Od východu, od sousedního vrchu Har Cameret, se sem přibližuje zástavba města Nazaret, na severní úbočí se obdobným způsobem tlačí rozrůstající se osídlení města Ilut.